# Joan Hanke-Woods
Delphyne Joan Hanke-Woods (11 de noviembre de 1945 - septiembre de 2013) fue una artista y fan de la ciencia ficción estadounidense, cuyo nombre a veces se le atribuye como Joan Hanke-Woods, Delphyne Joan Hanke-Woods, o Delphyne Woods. Ganó el premio Hugo al mejor artista aficionado en 1986, después de haber sido nominada para el premio todos los años desde 1980 (inclusive). En 1984, fue la Fan invitada de honor en la Windycon.
Aunque más conocida como fan, también trabajó profesionalmente, donde ilustró las obras de Philip José Farmer, Michael Resnick, Theodore Sturgeon y A. E. van Vogt, entre otros.
Su abuelo le enseñó a leer en 1949, con revistas de 1930 de ciencia ficción y fantasía pulp de su hijo, almacenadas en el ático. Más tarde trabajó como tipógrafa, y en la industria informática.